# 6972 Helvetius
6972 Helvetius eller 1992 GY3 är en asteroid i huvudbältet som upptäcktes den 4 april 1992 av den belgiske astronomen Eric W. Elst vid La Silla-observatoriet. Den är uppkallad efter fransmannen Claude Adrien Helvétius.
Asteroiden har en diameter på ungefär 7 kilometer.